# یوگنی چرنیشیوف
یوگنی چرنیشیوف (روسی: Евгений Васильевич Чернышёв؛ زادهٔ ۲۲ فوریهٔ ۱۹۴۷) بازیکن هندبال اهل اتحاد جماهیر شوروی سوسیالیستی بود.